# سید جواد علوی بروجردی
آیت‌الله سید محمدجواد علوی طباطبایی بروجردی (زادهٔ ۲۶ فروردین ۱۳۳۰ در قم) مشهور به سیدجواد علوی بروجردی فقیه و مرجع تقلید شیعه اهل ایران است. او نوهٔ دختری سید حسین بروجردی است. تولیت و موقوفات مراکز وابسته به سید حسین بروجردی بر عهده اوست.

## زندگی‌نامه
پدر وی، سید محمدحسین علوی، شاگرد و داماد سید حسین بروجردی، مرجع عام شیعیان، بود، که پس از مرگ وی، به تهران مهاجرت کرد. مادرش، آغا سکینه دختر حسین بروجردی است. سیدجواد علوی بروجردی تحصیلات ابتدایی خود را در شهر قم آغاز کرد و با پایان تحصیلات ابتدایی، دورهٔ متوسطه را در تهران گذراند و هم‌زمان با تحصیل در دبیرستان، در مدرسهٔ علمیهٔ عبدالحسین بازار نیز، به تحصیل علوم دینی پرداخت. او در سال ۱۳۴۸ برای ادامهٔ تحصیلات علوم دینی به قم بازگشت و هم‌زمان با تحصیل، به تدریس دروس سطح و عالی پرداخت. بروجردی از شاگردان حسین وحید خراسانی و سید محمد روحانی است.

## تدریس در حوزه علمیه قم
سید جواد علوی بروجردی از سال ۱۳۷۰ با تدریس خارج اصول و از سال ۱۳۷۵ با تدریس خارج فقه، شروع به تدریس در حوزه علمیه قم کرد.

## انتشار توضیح‌المسائل
در تابستان سال ۱۳۹۷ علوی بروجردی با چاپ رساله توضیح‌المسائل، به‌طور رسمی، اعلام مرجعیت کرد.

## مخالفت محمد یزدی با مرجعیت وی
محمد یزدی در زمان تصدی ریاست جامعه مدرسین حوزه علمیه قم با اذعان به نقش محوری این تشکل در اعلام مرجعیت، به دنبال مطرح شدن مرجعیت سید جواد علوی بروجردی با آن صریحاً مخالفت کرده و یادآور شده است که «همه نباید در حوزه مرجع بشوند.» که این موضعگیری واکنشهایی در پی داشت. سید جواد علوی بروجردی ظاهراً در پاسخی اعلام داشته در مذهب شیعه، مرجعیت آزاد است.

## نظریه‌ها
در مهر ماه ۱۳۹۹ با انتقاد از وضعیت اقتصادی و عملکرد مسئولان گفت: آمدیم ترامپ دوباره رئیس‌جمهور آمریکا شد یا نفر دیگه که آمد بدتر کرد ما که نمی‌توانیم سرنوشت هشتاد میلیون نفر را به آنها گره بزنیم باید خودمان برای مردم چاره‌ای کنیم مردم همه این کمبودها را از عمامه می‌بینند مشکلات کاری کرده که مردم به مذهب هم بدبین شدند و ناسزا می‌گویند.
بروجردی از روحانیون سنتی شیعه به حساب می‌آید، او همچنین به اظهارات انتقادی در موضوعاتی چون: افتخار به کوروش و نقد به تصمیم‌گیری‌های فرهنگی در حاکمیت و حوزه‌های علمیه، شهرت دارد، همچنین وی طرفدار استقلال حوزه علمیه و مخالف هزینه بودجه‌های دولتی در آن است.
در نظر او، در حوادث مهم تاریخی، از جمله جنبش مشروطیت، فتواهای مرجعیت شیعه نقش بسیار تأثیر گذار داشته‌است، اما در حال حاضر به این دلیل که فرد روحانی متصدی اجرا شده‌است، و همچنین اینکه روحانیت شیعه شناخت لازم را از واقعیت‌های جامعه و دنیای امروز نداشته، شکافی میان مرجعیت شیعه و مردم ایجاد شده‌است. به همین دلیل علوی بروجردی می‌گوید که مرجعیت شیعه همچون نقش تاریخی خود و به مانند آیت الله سیستانی باید استقلال خود را حفظ کند و آبروی مرجعیت شیعه نباید به سرمایه شخص و حزب خاصی تقلیل پیدا کند.
در نظر علوی بروجردی، حوزه باید در حل مسائل جدید یا مستحدثه، با توجه به ماهیت هر موضوعی، موضوع‌شناسی دقیقی داشته باشد. او در مورد بانک داری می‌گوید که طبق نظریه محمدباقر صدر، ما بانک را از ابتدا به شکل مؤسسه‌ای ربایی و دکان دیدیم، در حالی که این‌طور نیست. بانک ساخته و پرداخته غرب است. موضوع مستحدثی است. اینگونه نیست که بانک پول را فقط برای پول داده باشد تا سود بگیرد، بلکه اعتباری است برای کاری خاص، مثلاً برای صنعت و خانه سازی که هدفی پشت آن است؛ بنابراین فعالیت بانک ربا هم نیست، بلکه موضوع بهره است. از این رو علوی بروجردی دیدگاه افرادی را که صحبت از اقتصاد اسلامی می‌کنند را نقد می‌کند و تأکید بر عقلایی بودن آن می‌کند.
وی می‌گوید که چنین نیست که اسلام اقتصاد خاصی به نام اقتصاد اسلامی درست کرده باشد. چنین چیزی نداریم؛ همان‌طور که اسلام هندسه خاصی هم درست نکرده‌است. رسول اکرم مسائل عقلایی را می‌پذیرفتند؛ یعنی همان‌طور که دو دو تا چهارتای ریاضی را پذیرفتند اقتصاد را هم پذیرفتند. چون مردم و عقلا آن را می‌پذیرند. پیامبر سیره عقلا در اقتصاد را پذیرفت. از نظر او در بحث حقوق هم همین‌طور است؛ چون حقوق هم عُقلایی است. از این رو او تأکید می‌کند که مسئله حقوق بشر و حقوق اقلیت‌ها به عنوان مسائل جدید باید به رسمیت شناخته شود و نمی‌توان آنها را نادیده گرفت. او می‌گوید که این حقوق باید در حوزه مورد بحث قرار بگیرد تا پخته شود.

## آثار
علوی بروجردی کتاب‌هایی تاًلیف کرده‌است، برخی از این آثار عبارتند از:
- تقریرات خارج اصول وحید خراسانی
- تقریرات خارج فقه (مکاسب، صلوة) وحید خراسانی
- تقریرات یک دوره اصول سید محمد روحانی (به غیر از استصحاب)
- تقریرات حج، خیارات و بیع سید محمد روحانی
- تقریرات حج، عمره و بیع سید محمدرضا گلپایگانی
- تقریرات خیارات و خمس شیخ مرتضی حائری
- تقریرات مکاسب محرمه میرزا جواد آقا تبریزی
- تقریرات الهیات بالمعنی الاعم (اسفار) جوادی آملی
- نقش و جایگاه عقل در استنباط
- قاعده لا حرج
- مناسک حج
- مبانی نظری تقریب از دیدگاه سید حسین بروجردی